# (300117) 2006 UQ346
(300117) 2006 UQ346 es un asteroide perteneciente al cinturón de asteroides, descubierto el 22 de octubre de 2006 por el equipo del Catalina Sky Survey desde el Catalina Sky Survey, Arizona, Estados Unidos.

## Designación y nombre
Designado provisionalmente como 2006 UQ346.

## Características orbitales
2006 UQ346 está situado a una distancia media del Sol de 3,104 ua, pudiendo alejarse hasta 4,117 ua y acercarse hasta 2,091 ua. Su excentricidad es 0,326 y la inclinación orbital 11,55 grados. Emplea 1998,22 días en completar una órbita alrededor del Sol.

## Características físicas
La magnitud absoluta de 2006 UQ346 es 16,8.